# Le ragazze della Terra sono facili
Le ragazze della Terra sono facili (Earth Girls Are Easy) è una commedia fantascientifica del 1988, diretta da Julien Temple e interpretata da Geena Davis, Jeff Goldblum, Damon Wayans e Jim Carrey.

## Trama
Tre buffi alieni, Mac, Wiplock e Zeebo, in viaggio per le Galassie, a causa di un malfunzionamento della loro astronave giungono per errore sulla Terra. Atterrano nella piscina dell'estetista statunitense Valerie, che li aiuta ad assumere sembianze umane per renderli insospettabili a chi li vorrebbe farne materia di studio ed esperimenti fino a quando la nave spaziale sarà riparata. Nel frattempo i tre apprendono velocemente gli usi e costumi terrestri; inoltre Mac seduce Valerie, che da qualche tempo è ai ferri corti col fidanzato infedele.

## Influenza culturale
Il film ha ispirato il video della canzone Pretty Girls (2015) interpretato da Britney Spears e Iggy Azalea.